# Erich Gühler
Erich Gühler (* 6. Februar 1859 in Bunzlau; † 21. Januar 1911 in Hongkong) war ein deutscher Konteradmiral und Chef des Ostasiengeschwaders.

## Leben
Erich Gühler trat am 28. April 1876 als Kadett in die Kaiserliche Marine ein, absolvierte seine Grundausbildung auf der Segelfregatte Niobe und besuchte anschließend die Marineschule. In den kommenden drei Jahren erfolgten mehrere Bordverwendungen zur Vertiefung seiner Qualifikation. Vom 19. Oktober 1879 bis 2. Mai 1881 setzte er die Ausbildung an der Marineschule fort. Daran schlossen sich Kommandierungen auf verschiedene Schiffe als Flaggleutnant und als Wachoffizier an. Von einem dieser, zum Teil im Ausland vollzogenen Einsätze kehrte er auf dem Dampfer Braunschweig nach Deutschland zurück und wurde zunächst beurlaubt. Am 1. Oktober 1890 begann er ein Studium an der Marineakademie, dass durch eine fünfmonatige Verwendung als Navigationsoffizier auf dem Panzerschiff Oldenburg unterbrochen wurde. Nach seinem erfolgreichen Abschluss wurde Gühler am 1. April 1892 als Kapitänleutnant zum Adjutanten beim Stab der Marinestation der Nordsee ernannt. Von November 1894 bis September 1895 war er Kommandant auf dem Aviso Loreley und wechselte anschließend als Erster Offizier auf das Panzerschiff Sachsen. Während seiner vom 28. Mai 1896 bis zum 29. September 1898 dauernden Dienstzeit als Admiralstabsoffizier beim Stab des I. Geschwaders avancierte Gühler zum Korvettenkapitän. Anschließend war er für ein Jahr in der Zentralabteilung des Reichsmarineamtes in Berlin tätig.
Der erst seit 1898 an der deutschen Gesandtschaft in Tokyo eingesetzte Marineattachè Hubert von Rebeur-Paschwitz (1863–1933) musste dringend nach Washington beordert werden. Erstmals seit dem Chinesisch-Japanischen Krieg 1894/95 konnte auf politischem Wege die Besetzung der Militärattachéstellen mit den USA neu vereinbart werden. Doch wegen der besonderen Lage in Ostasien und des guten Verhältnisses zwischen Japan und Deutschland durfte der nun frei werdende Posten in Tokyo nicht unbesetzt bleiben. Deshalb wurde im August 1898 kurzfristig entschieden, Gühler nach Japan zu entsenden, um das Amt des deutschen Marineattachés dort auszuüben. Am 1. Oktober 1899 traf er in Tokyo ein. Geschäftsträger der deutschen Gesandtschaft in Tokyo war zu dieser Zeit Casimir Graf von Leyden (1852–1939). Dieser Einsatz eröffnete Gühler eine völlig neue Blickweise; aus den gewohnten preußischen Denk- und Verhaltensweisen kommend, nun ohne große Vorbereitungszeit sich auf internationalem Terrain zurechtfinden zu müssen, war schon eine Herausforderung. Für diese neue Aufgabenstellung brachte er die Erfahrungen der Informationsgewinnung aus der Nachrichtenstelle mit. Sein Dienstherr war der Gleiche geblieben, das Reichsmarineamt. Mit dem Auswärtigen Amt gab es eher eine „formale“ Anbindung, die sich darauf bezog, dass von dort die Rahmenbedingungen für den Auslandseinsatz geschaffen wurden. Denn die militärischen Attachés hatten einen diplomatischen Status und mussten sich den für die Erfüllung außenpolitischer Aufgaben vorgegebenen Funktionen unterwerfen. Die Adressaten der gewonnenen Nachrichten waren ebenfalls die Gleichen, an erster Stelle der Staatssekretär des Reichsmarineamtes Alfred von Tirpitz, der sich das Recht vorbehielt, als Erster die Informationen „seiner“ Attachés auf den Tisch zu bekommen. Während der Dienstzeit Gühlers in Tokyo vollzogen sich wichtige Prozesse, die auch für Deutschland einen bedeutsamen Stellenwert hatten. Es war um die Jahrhundertwende in Japan zu einem enormen industriellen Aufschwung gekommen, der große Auswirkungen für die Rüstungsindustrie und den Schiffbau Japans nach sich zog. Die japanische Militärkaste nahm spürbar Einfluss auf die Politik der Regierung und die Annäherung zwischen Großbritannien und Japan wurde im Januar 1902 mit einem gemeinsamen Militärbündnisvertrag, der Anglo-Japanische Allianz, besiegelt. Im Oktober 1902 erfolgte dann die obligatorische Ablösung Gühlers als Marineattaché. Die Geschäfte übernahm ab Ende 1902 sein Nachfolger Konrad Trummler (1864–1936).
Gühler trat daraufhin die Heimreise an, stand in Deutschland zunächst dem Chef der Marinestation der Ostsee zur Verfügung und war von April bis September 1903 Mitglied der Schiffsprüfungskommission. Im Anschluss daran führte er für ein Jahr das Kommando auf dem Großen Kreuzer Prinz Heinrich. Daraufhin wechselte er als Kommandant auf das Linienschiff Kaiser Karl der Große. Am 30. September 1905 folgte seine Versetzung in den Admiralstab und zugleich war Gühler als Lehrer an der Marineakademie in Kiel tätig. Daran schloss sich für zwei Jahre eine Verwendung als Chef des Stabes beim Kommando der Marinestation der Nordsee an. In dieser Stellung am 6. Juni 1908 zum Konteradmiral befördert, wurde Gühler am 29. September 1908 zum 2. Admiral des II. Geschwaders ernannt. Am 15. Mai 1910 wurde er von diesem Posten entbunden und trat die Ausreise nach Ostasien an. Dort war Gühler vom 6. Juni 1910 bis zu seinem Tod Chef des Ostasiengeschwaders.